# 한강에셋자산운용
한강에셋자산운용(영어: Hangang Asset Management)은 대한민국 서울특별시에 본사를 둔 자산운용사이다. 2015년에 설립되었으며, 부동산 및 인프라 중심의 대체투자에 특화된 펀드를 운용하고 있다. 주요 운용 분야는 국내외 부동산, BTO/BTL 등 민자 인프라 사업, 에너지 관련 인프라 펀드 등이다.
회사는 안정적인 수익 기반의 자산 운용을 목표로 하며, 2020년대 중반부터 리츠(REITs) 시장에도 본격적으로 진출하였다. 창립자이자 주요 경영자는 최정훈 이도 대표이사이다.

## 연혁
- 2015년: 회사 설립
- 2024년 9월: 김상욱 전 DWS AM 부문대표, 부동산부문 대표이사로 선임[²]

- 2024년 12월: ‘한강네오밸류제일호’ 리츠 상품 영업인가 승인[¹]